# روزيتا لوتشي غيلكريست
روزيتا لوتشي غيلكريست (بالإنجليزية: Rosetta Luce Gilchrist)‏ (11 أبريل 1850 في الولايات المتحدة - 17 فبراير 1921)؛ كاتِبة وشاعرة أمريكية. درست في كلية أوبرلين.